# Barney Aaron
Barney Aaron est un boxeur anglais combattant à mains nues né le 21 novembre 1800 à Aldgate et mort en 1859 à Londres dans le quartier de Whitechapel.

## Carrière
Il commence sa carrière professionnelle en 1819 par une victoire en 16 rounds contre William Connelly mais perd son second combat face à Manny Lyons. Surnommé The Star of the East, Aaron s'impose lors de la revanche en 1823 puis enchaîne en l'espace d'un an des victoires face à Ned Stockton, Lenney, Frank Redmond et Peter Warren.

## Distinction
- Barney Aaron est membre de l'International Boxing Hall of Fame depuis 2001.

## Anecdote
- Son fils, Young Barney Aaron, fut un boxeur renommé dans les années 1850-1860 (champion des États-Unis poids légers à deux reprises) et figure également à l'IBHOF.

## Référence
1. ↑  (en) The Boxing Register: International Boxing Hall of Fame Official Record Book (page 14)